# هتل رد لاین

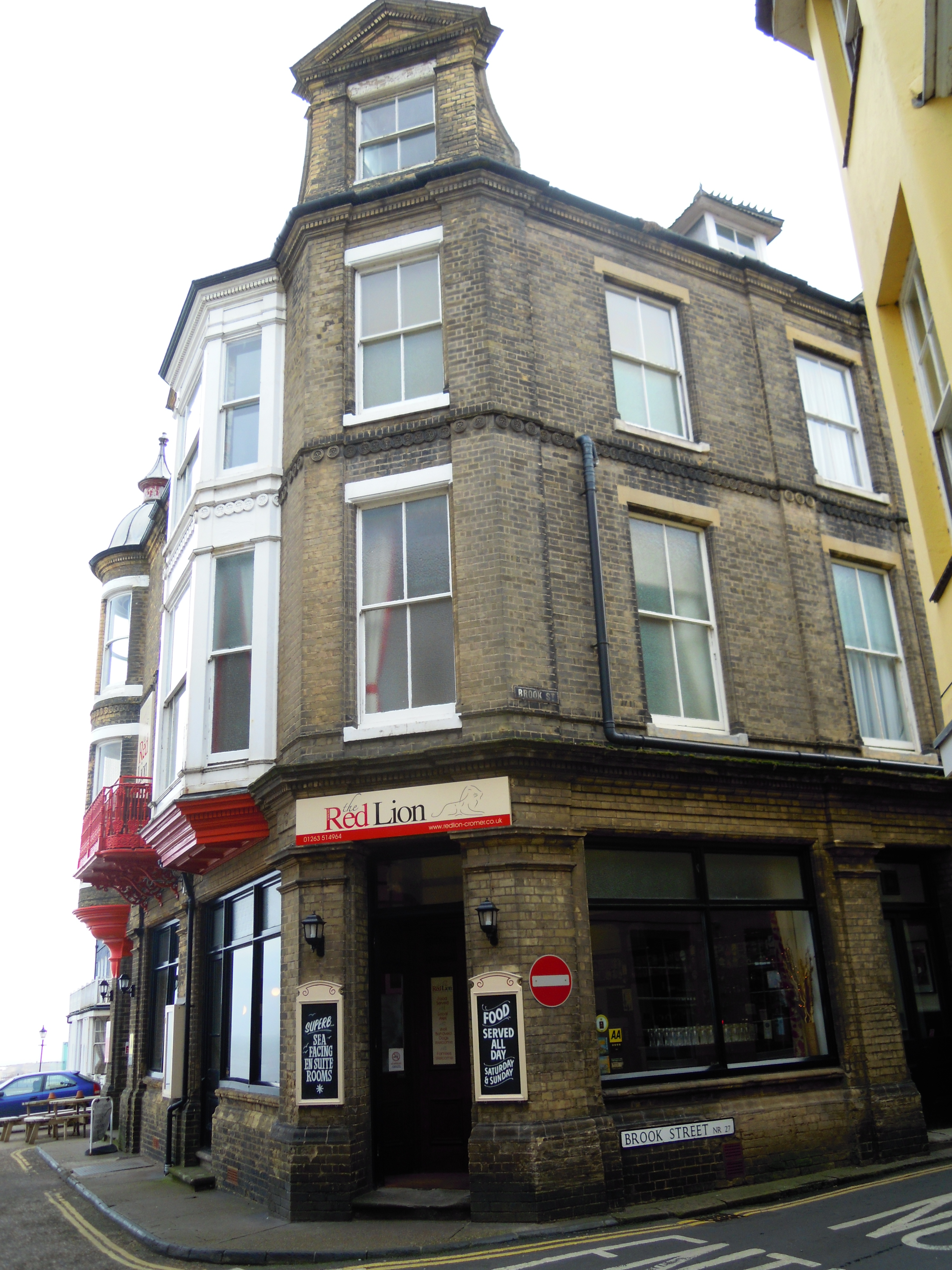
نگاره‌ای از هتل رد لاین، سال ۲۰۱۳ - انگلستان

هتل رد لاین (به انگلیسی: Red Lion Hotel) یک هتل سه ستاره در کرومر نورفک در انگلستان است. هتل دارای پارکینگ محدود شده و ۱۴ اتاق است و در سال ۱۷۶۶ افتتاح شده است.